# 英文系
英文系或英文主修是指各大學專攻英文的科系。大學部主修英文的學生，英文就是其本科。英文系的教學包括：英文修辭學、英國文學、英文話劇等等，較偏重英文文學上的研究；與應用英文系不相同，應用英文系的教學為商業導向，並開設較多的專業英語課程，比方觀光英語、新聞英語、商用英語等等。